# Anisocampium cumingianum
Anisocampium cumingianum är en majbräkenväxtart som beskrevs av Presl. Anisocampium cumingianum ingår i släktet Anisocampium och familjen Athyriaceae. Inga underarter finns listade.